# 2020年東京オリンピックのケニア選手団
2020年東京オリンピックのケニア選手団は、2021年7月23日から8月8日にかけて日本の首都東京で開催された2020年東京オリンピックのケニア選手団。

## メダル
| メダル | 選手名                                   | 競技 | 種目          | 日付   |
| ------ | ---------------------------------------- | ---- | ------------- | ------ |
| 金     | エマニュエル・キプクルイ・コリル         | 陸上 | 男子800m      | 8月4日 |
| 金     | フェイス・キピエゴン                     | 陸上 | 女子1500m     | 8月6日 |
| 金     | ペレス・ジェプチルチル                   | 陸上 | 女子マラソン  | 8月7日 |
| 金     | エリウド・キプチョゲ                     | 陸上 | 男子マラソン  | 8月8日 |
| 銀     | ヘレン・オビリ                           | 陸上 | 女子5000m     | 8月2日 |
| 銀     | ファーガソン・チェルイヨット・ロティッチ | 陸上 | 男子800m      | 8月4日 |
| 銀     | ブリジット・コスゲイ                     | 陸上 | 女子マラソン  | 8月7日 |
| 銀     | ティモシー・チェルイヨット               | 陸上 | 男子1500m     | 8月7日 |
| 銅     | ベンジャミン・キゲン                     | 陸上 | 男子3000m障害 | 8月2日 |
| 銅     | ハイビン・キエン                         | 陸上 | 女子3000m障害 | 8月4日 |